# Фейетвилл (Арканзас)
Фейетвилл (англ. Fayetteville) — город, расположенный в округе Вашингтон (штат Арканзас, США) с населением в 90 515 человек по статистическим данным переписи 2021 года, что делает Фейетвилл вторым городом по численности населения в штате. Является окружным центром округа Вашингтон.
В Фейетвилле расположен Университет Арканзаса.

## История
Северо-Западный Арканзас изначально был страной коренных американцев. Используемый осейджами в качестве охотничьих угодий, а затем заселенный чероки, первые постоянные поселенцы прибыли в этот район в середине 1820-х годов. Фейетвилл был основан в качестве административного центра округа 17 октября 1828 года. 

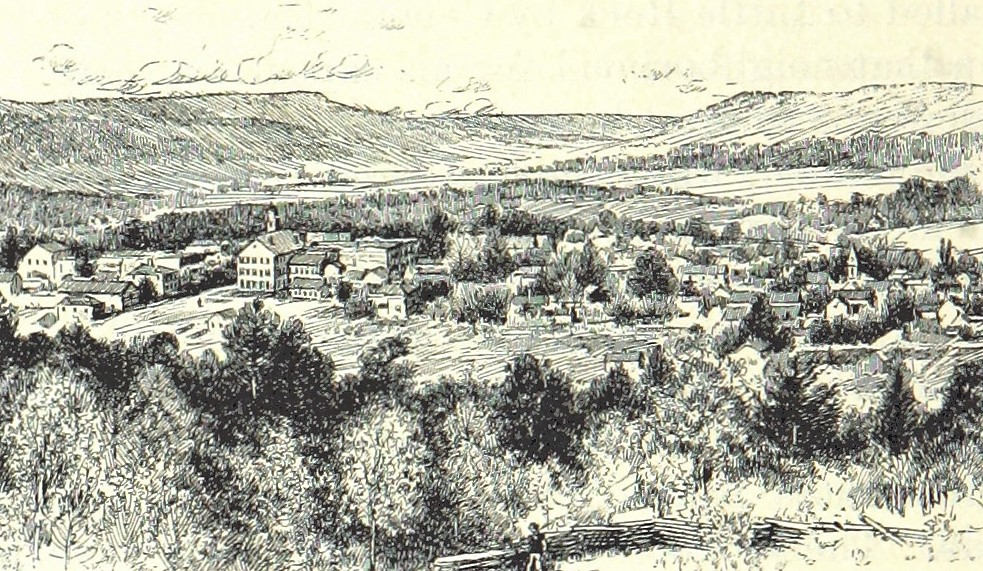
Фейетвилл, ок. 1887 г.

## География
По данным Бюро переписи населения США, город Фейетвилл имеет общую площадь в 144,53 квадратных километров, из которых 140,96 кв. километров занимает земля и 3,57 кв. километров — вода. Площадь водных ресурсов округа составляет 2,47 % от всей его площади. Город расположен на плато Озарк.
Город расположен на высоте 427 метров над уровнем моря.

### Климат
Город Фейетвилл находится в субтропическом океаническом климате, по классификация климатов Кёппена имеет индекс Cfa.
| Показатель                    | Янв. | Фев. | Март  | Апр. | Май   | Июнь  | Июль | Авг. | Сен.  | Окт. | Нояб. | Дек. | Год    |
| ----------------------------- | ---- | ---- | ----- | ---- | ----- | ----- | ---- | ---- | ----- | ---- | ----- | ---- | ------ |
| Средний суточный максимум, °C | 7    | 10   | 15    | 20   | 24    | 27    | 32   | 32   | 27    | 21   | 14    | 9    | 20     |
| Средний суточный минимум, °C  | −4   | −2   | 3     | 8    | 13    | 18    | 20   | 19   | 15    | 8    | 3     | −2   | 8      |
| Норма осадков, мм             | 54,4 | 61,2 | 105,9 | 110  | 128,5 | 133,6 | 79,8 | 76,2 | 122,7 | 95   | 120,4 | 81,3 | 1168,9 |
| Источник: NOAA                |      |      |       |      |       |       |      |      |       |      |       |      |        |

## Демография
| Год переписи | Нас.  |  | %±     |
| ------------ | ----- |  | ------ |
| 1840         | 425   |  | —      |
| 1850         | 598   |  | 40,7%  |
| 1860         | 972   |  | 62,5%  |
| 1870         | 955   |  | −1,7%  |
| 1880         | 1788  |  | 87,2%  |
| 1890         | 2942  |  | 64,5%  |
| 1900         | 4061  |  | 38%    |
| 1910         | 4471  |  | 10,1%  |
| 1920         | 5362  |  | 19,9%  |
| 1930         | 7394  |  | 37,9%  |
| 1940         | 8212  |  | 11,1%  |
| 1950         | 17071 |  | 107,9% |
| 1960         | 20274 |  | 18,8%  |
| 1970         | 30729 |  | 51,6%  |
| 1980         | 36608 |  | 19,1%  |
| 1990         | 42099 |  | 15%    |
| 2000         | 58047 |  | 37,9%  |
| 2010         | 73580 |  | 26,8%  |
| 2020         | 93949 |  | 27,7%  |

По данным переписи населения 2000 года в Фейетвилле проживало 58 047 человек, 12 136 семей , насчитывалось 23 798 домашних хозяйств и 25 467 жилых домов. Средняя плотность населения составляла около 516 человек на один квадратный километр. Расовый состав Фейетвилла по данным переписи распределился следующим образом: 86,50% белых, 5,11 % — чёрных или афроамериканцев, 1,26 % — коренных американцев, 2,56 % — азиатов, 0,16 % — выходцев с тихоокеанских островов, 2,42 % — представителей смешанных рас, 1,99 % — других народностей.
Из 23 798 домашних хозяйств в 25,5 % — воспитывали детей в возрасте до 18 лет, 37,7 % представляли собой совместно проживающие супружеские пары, в 9,6 % семей женщины проживали без мужей, 49 % не имели семей. 34 % от общего числа семей на момент переписи жили самостоятельно, при этом 5,7 % составили одинокие пожилые люди в возрасте 65 лет и старше. Средний размер домашнего хозяйства составил 2,21 человек, а средний размер семьи — 2,91 человек.

Население города по возрастному диапазону по данным переписи 2000 года распределилось следующим образом: 19,9 % — жители младше 18 лет, 25,7 % — между 18 и 24 годами, 29,9 % — от 25 до 44 лет, 15,8 % — от 45 до 64 лет и 8,7 % — в возрасте 65 лет и старше. Средний возраст жителей составил 27 лет. На каждые 100 женщин в Фейетвилле приходилось 103 мужчины, при этом на каждые сто женщин 18 лет и старше приходилось 101,9 мужчин также старше 18 лет.

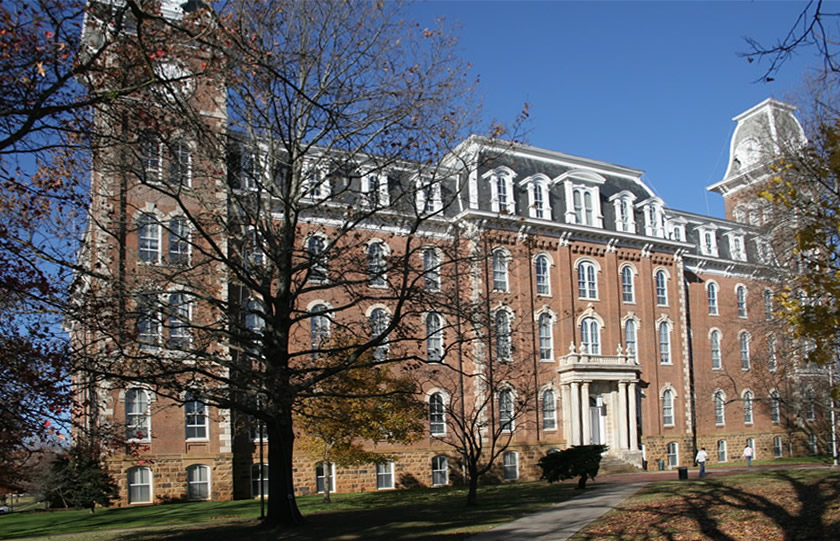
Здание Университета Арканзаса

Средний доход на одно домашнее хозяйство в городе составил 31 345 долларов США, а средний доход на одну семью — 45 074 доллара. При этом мужчины имели средний доход в 30 069 долларов США в год против 22 693 долларов среднегодового дохода у женщин. Доход на душу населения в городе составил 18 311 долларов в год. 11,4 % от всего числа семей в городе и 19,9 % от всей численности населения находилось на момент переписи населения за чертой бедности, при этом 19,7 % из них были моложе 18 лет и 9,1 % — в возрасте 65 лет и старше.

## Известные уроженцы и жители
- Лимп, Келли
- Уильямс, Джон
- Клинтон, Билл
- Клинтон, Хиллари